# Сербишино
Серби́шино — деревня в Невьянском районе Свердловской области России. Входит в Невьянский муниципальный округ.

## Население
По данным Всероссийской переписи населения 2010 года, постоянное население деревни Сербишино составляло 44 человека, из них 19 мужчин и 25 женщин. По данным переписи населения 2002 года, русские составляли 91 % от общего числа жителей посёлка.
Долговременная динамика численности населения:
| Численность населения | Численность населения | Численность населения | Численность населения | Численность населения | Численность населения | Численность населения | Численность населения | Численность населения | Численность населения |
| 1869                  | 1926                  | 1937                  | 1939                  | 1959                  | 1970                  | 1979                  | 1989                  | 2002                  | 2010                  |
| --------------------- | --------------------- | --------------------- | --------------------- | --------------------- | --------------------- | --------------------- | --------------------- | --------------------- | --------------------- |
| 266                   | н/д                   | н/д                   | н/д                   | н/д                   | н/д                   | н/д                   | н/д                   | 56                    | 44                    |

## География
Сербишино — самый северный населённый пункт Невьянского района и Невьянского муниципального округа. Деревня расположена в глухой лесистой местности в среднем течении реки Нейвы, на левом берегу, при впадении в неё реки Сербишинки. Сербишино находится к северо-западу от Екатеринбурга, к юго-востоку от Нижнего Тагила и в 18 километрах к северо-востоку от районного центра — города Невьянска. Расстояние от Сербишина до ближайшей железнодорожной станции Невьянск — 20 километров. Ближайшие населённые пункты — Нижние Таволги, Реши.

## История
Деревня возникла во второй половине XVIII века. По данным ревизии 1782 года, здесь проживало 5 семей. Первыми жителями были выходцы из деревень Верх-Нелобской, Решевской и Фетьковки. В 1858 в деревне насчитывалось уже  232 человека. В деревне имелась Михайловская православная часовня.
Вторым названием деревни Сирбишиной было Малехоны. Сложилась легенда, что такое название пошло от имени проживавшего здесь вогульского шамана Малехонга.
В XIX веке деревня входила в состав Верхотурского уезда, в деревне проживало 266 человек.

### Введенский монастырь
В июле 1913 года в деревне Сирбишиной был заложен храм. Он был освящён 1 февраля 1914 года. Симеон пожертвовал храму икону «Скоропослушница», которую принёс из Афона.
Возникла женская община, в которую входило 37 женщин под руководством Валерии. В 1916 году община была преобразована в Сербишинский Введенский женский монастырь. Валерия стала игуменьей монастыря.
В 1924 году монастырь официально закрыли, а в 1928 году выселили женщин из монастырских корпусов. Монахини поселились в обычных домах и продолжали служение Богу. Несколько женщин продолжали носить монашеское облачение. Местом монашеской обители по-прежнему оставался Введенский храм.
В 1935 году сербишинских сестёр арестовали. Некоторых из них отправили в лагеря. Супругов Симеона и Валерию в силу возраста отправили в дом престарелых в Нижний Тагил. Тем не менее они сумели вернуться в родную деревню. Некоторое время Симеон жил в отдельной избе на сербишинской горе Афон, затем проживал в самой деревне вместе с женой Валерией.

### Сербишинский Афон
По рассказам жителей деревни, отец Симеон, помня слова афонского старца, установил крест на насыпной возвышенности, на правом берегу Нейвы. В окрестностях Сербишина появилась собственная Голгофа. Гору, на которой был установлен крест, назвали Афоном. Рядом с крестом Симеон выкопал небольшую землянку, где зажигал лампаду пред иконой святого пророка Илии. Здесь Симеон Сербишинский провёл значительную часть времени. Иногда люди приходили к нему за советом.

В советское время была в составе Таволгинского сельсовета Невьянского района.

## Инфраструктура
В деревне действует православная церковь Преображения Господня,  работает магазин.
Добраться до деревни можно на автобусе из Невьянска.